# 52 av. J.-C.
Cette page concerne l'année 52 av. J.-C. du calendrier julien proleptique.

## Évènements

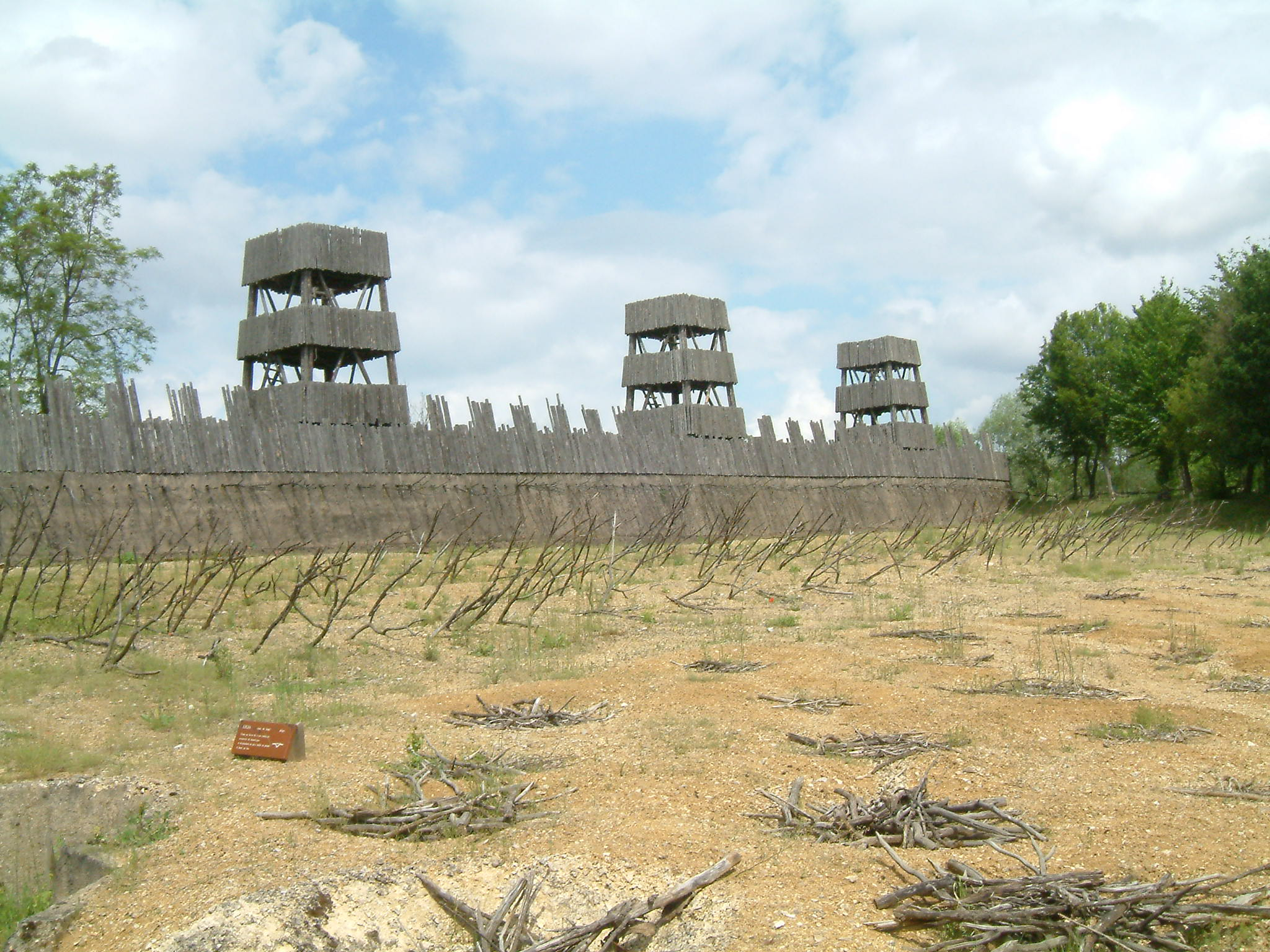
Réplique des fortifications utilisées lors du siège d'Alésia (Archéodrome de Beaune).

- 30 décembre 53 av. J.-C. (18 janvier du calendrier romain)[1] : les hommes de Titus Annius Milon tuent Clodius Pulcher au cours d’une rixe sur la via Appia. Le meurtre excite les luttes entre les factions. Les tribuns de la plèbe Rufus et T. Munatius Plancus exhibent le cadavre de Clodius sur le Forum. Le peuple le transfère dans la Curie, lui rend de grands honneurs, élève un bûcher avec les sièges des sénateurs et incendie la Curie. Le Sénat romain se réunit sur le Palatin le soir même, nomme un interroi et charge par décret Milon, les tribuns de la plèbe et Pompée de veiller sur la République. Milon demande le consulat, ce qui provoque de nouveaux combats. Le Sénat ordonne la reconstruction de la Curie par Faustus, fils de Sylla. Certains Romains réclament la dictature de Pompée, d’autres que l’on nomme César consul. Le Sénat, pour trancher, nomme Pompée unique consul afin qu’il n’ait pas César comme collègue[2].

- 13 janvier (5 des calendes de mars 702 du calendrier romain[3]) : le chaos règne à Rome. Des combats de rue opposent des bandes rivales. Pompée s’adresse au Sénat et est nommé consul sine collega (consul unique) dans le but de rétablir l’ordre[2]. Pompée, qui devait se tenir en dehors de Rome à cause de sa magistrature de proconsul en Hispanie, une fois nommé consul unique, peut revenir à Rome. Il est chargé de défendre l’État. Il refuse la dictature et prend des mesures pour l’élection des consuls. Son gouvernement en Espagne est prorogé pour cinq ans[4].
  - Loi Pompeia contre la vénalité du corps électoral (loi sur la brigue)[5].
  - Loi Pompeia fixant un délai de cinq ans entre l'exercice de la préture ou du consulat et le droit de tirer au sort une province, prétorienne ou consulaire et limitant à une seule année la durée d'un gouvernement provincial[6].

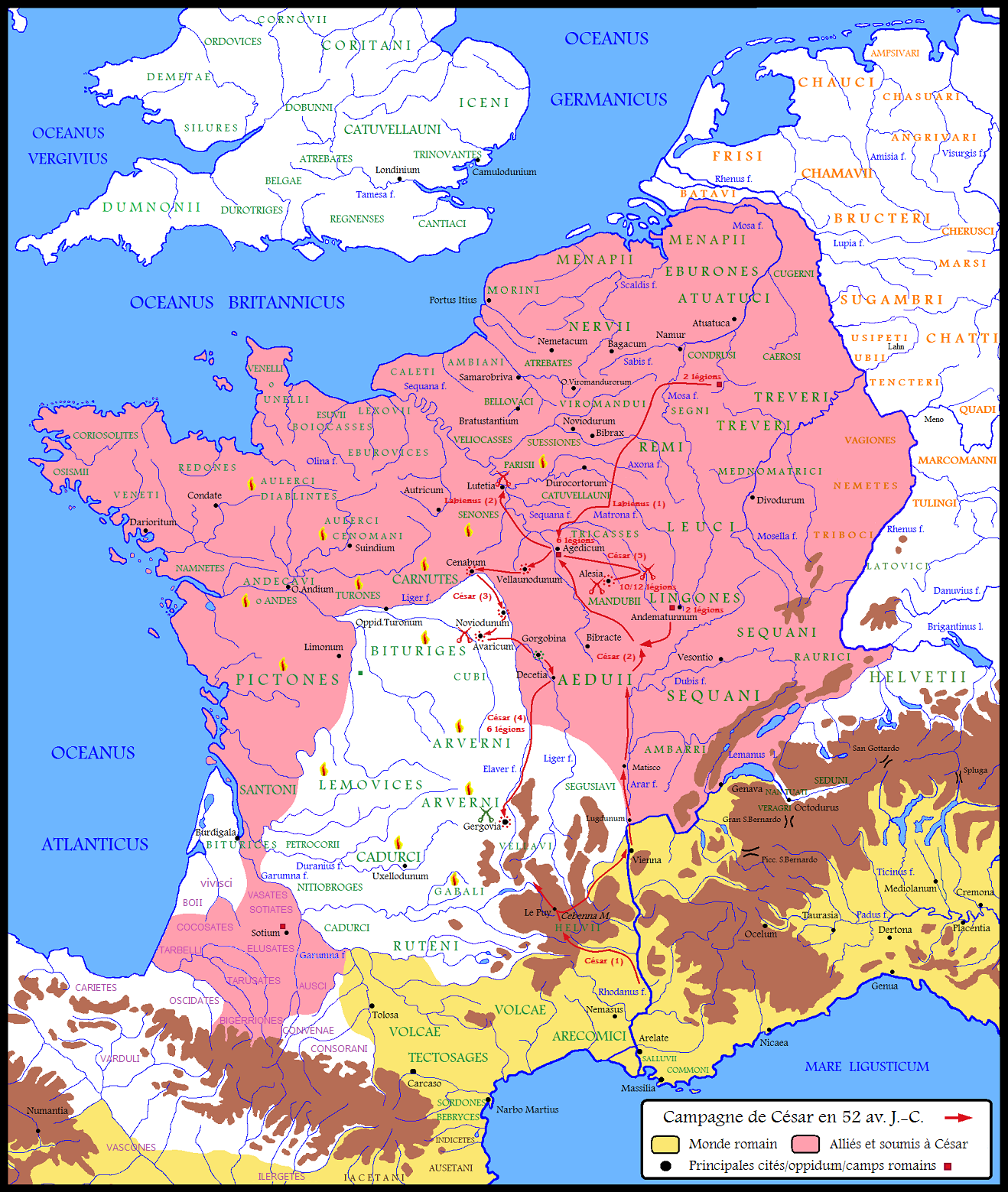
Campagne de César en Gaule en 52 avant J.-C.

- 23 janvier (13 février du calendrier romain) : massacre des résidents romains de Genabum (Orléans) en pays Carnute marquant le début de l’insurrection générale des Gaules sous le commandement de l’Arverne Vercingétorix, qui unit les tribus gauloises pour résister à l’envahisseur romain[7].
  - Vercingétorix tente de couper l’armée romaine de ses communications avec l’Italie en marchant simultanément contre la Narbonnaise, les Éduens et les légions de César sur la route de la Saône. Mais la célérité de ce dernier, qui accouru d’Italie traverse les Cévennes à marche forcée, déjoue tous les plans de Vercingétorix qui doit se replier en pays arverne[8].
- 1er-25 février[9] : Jules César marche de la Narbonnaise vers le pays des Lingons et y rassemble ses troupes, soit douze légions[10].
- 25 février-8 mars[9] : César prend Vellaunodunum, Cenabum et Noviodunum. Vercingétorix lève le siège de Gorgobina pour se porter à sa rencontre, mais sa cavalerie est battue, notamment grâce aux 400 cavaliers germains de César. Il pratique alors la tactique de la « terre brûlée » pour priver les Romains de ravitaillement[10].
- 8-31 mars[9] : César assiège et prend Avaricum (Bourges) épargnée par Vercingétorix à la demande des Bituriges Cubes, et sur 40 000 habitants, seuls 800 guerriers peuvent rejoindre Vercingétorix[10].

- 4 avril : discours Pro Milone rédigé par Cicéron pour défendre Titus Annius Milon, jugé pour le meurtre de Clodius Pulcher[11].
- 15 avril-10 mai[9] : 
  - César parvient à passer l’Allier par la ruse et assiège Gergovie, à proximité de la cité de Nemossos, en pays arverne, où s’est replié Vercingétorix. Ses alliés les Éduens font défection. César doit lever le siège après l’échec d’une tentative d’assaut[10].
  - Soulèvement des Parisii et des Bellovaques. Victoire de Titus Labienus à la bataille de Lutèce, défendue par Camulogène. Il doit se replier à Agedincum (Sens ) pour reprendre ses bagages et rejoindre César qui rentre de Gergovie[10]. Les habitants de Lutèce gardent le monopole du commerce fluvial de la moyenne Seine[10].
- 10 mai-10 juin : les Éduens pillent Noviodunum, s’emparent des chevaux, des bagages et de l’argent des Romains, massacrent les commerçants romains et brûlent la ville. César traverse la Loire et marche vers le pays des Sénons (Sens), puis celui des Lingons (Langres)[10].

- 10 juin-10 août[9] : 
  - César, chez les Lingons, attend le renfort de cavaliers germains (probablement des Ubiens)[10],[12].
  - réunion des Gaulois à Bibracte, capitale des Éduens. Seuls les Rèmes (alliés des Romains), les Lingons et les Trévires manquent à l’appel. Vercingétorix dispose de 80 000 fantassins et de 15 000 cavaliers pour bloquer la retraite des légions romaines vers le sud. Il envoie les Éduens et les Ségusiaves contre les Allobroges ; les Gabales marchent contre les Helviens, les Rutènes et les Cadurques ravagent le pays des Volques Arécomiques. Vercingétorix tente de négocier avec les Allobroges qui refusent de se rallier[10].
- 17 juin (1er août 702 du calendrier romain) : à Rome, Quintus Caecilius Metellus Pius Scipio Nasica est choisi comme collègue au consulat par son beau-fils Pompée[3].

- 10-17 août[9] : César envisage de se retirer en Narbonnaise par la Séquanie. Il marche de Langres (ou Sens) avec ses douze légions vers Alésia, la citadelle des Mandubiens, oppidum situé selon les hypothèses à Alise-Sainte-Reine, à Chaux-des-Crotenay sur le territoire des Séquanes (selon Dion Cassius) ou encore Salins-les-Bains[10].

- 17 août[9] : peu avant Alésia, Vercingétorix dresse une embuscade à l’armée romaine, mais la cavalerie gauloise est écrasée par les cavaliers germains de César. Vercingétorix se retire à Alésia, avec ses 80 000 hommes et du ravitaillement pour un mois[10].
- 18 août-7 octobre[9] : siège d'Alésia[10].
- 20-26 septembre[9] : après trois assauts, l’armée de secours gauloise commandée par Vercassivellaunos échoue devant Alésia (ces dates sont déduites de la pleine lune du 25-26 septembre)[13].
- 27 septembre[13] ou 7 octobre[10] : capitulation de Vercingétorix à Alésia après deux mois de siège.
- Automne : les légions de César prennent leurs quartiers d'hiver à Bibracte. César reste en Gaule durant tout l'hiver 52—51 av. J.-C.[13].

- Début du règne d'Ariobarzane III Eusèbes Philoromaios, roi de Cappadoce (fin en 42 av. J.-C.)[14]. Il est le protégé de Cicéron et de César.

- Invasion des Parthes en Syrie, d’où ils sont chassés par le questeur Cassius[15].
- En Judée, Cassius, gouverneur de Syrie, réprime un nouveau soulèvement en faveur d’Aristobule II mené par Peitholaos. Ce dernier est exécuté à l’instigation d’Antipater[16].

## Naissances
- Juba II, roi de Maurétanie.

## Décès
- 18 janvier : Publius Clodius Pulcher, assassiné sur la voie Appienne par les bandes armées de Milon.
- Camulogène, durant la bataille de Lutèce.
- Sedullos, durant le siège d'Alésia.